# Palù (Italia)
Palù (Palù in veneto) è un comune italiano di 1 189 abitanti della provincia di Verona in Veneto.

## Geografia fisica
Palù dista circa 22 chilometri da Verona. Il comune si situa verso sud-est nella provincia. Sui lati costieri è delimitato dal fiume  Bussè e dal fossato Mirandolo.

## Storia
In corrispondenza della nascita di Verona comunale, si ha notizia per la prima volta della zona di Palù. Il comune intorno al 1100 prese possesso di una vasta zona da bonificare, detta Palus Comunis Veronae o Palus Basseti. I primi lavoro di bonifica durarono 5 anni, dal 1194, canalizzando le acque del Bussè e del Fosso Storto fino all'Adige, e terminarono nel 1199. La zona fu bonificata e divenne fin da allora un'importante area coltivabile. Fu un'area importante per lo sviluppo demografico di Verona capoluogo: una zona produttiva con un legame diretto con la città, approvvigionandola con prodotti alimentari a basso prezzo.
Per molti anni fu scarsamente abitata, l'equilibrio col territorio era calcolato su 400 persone, tanto che solo nel 1526 divenne parrocchia dipendendo da Zevio, città che ormai non è più il suo centro di riferimento. Il territorio del comune ha mantenuto in parte la struttura del Palus originario, tanto che sono presenti tuttora tenute e aziende agricole estese.

## Monumenti e luoghi d'interesse

### Architetture religiose
- Chiesa parrocchiale di San Zenone - XX secolo
- Ex chiesa di San Zenone

Una prima chiesa del XIII secolo, la seconda del 1691, con all'interno un affresco attribuito a Giovanni Caroto e una pala di Pasquale Ottino: Cristo Risorto

### Architetture civili

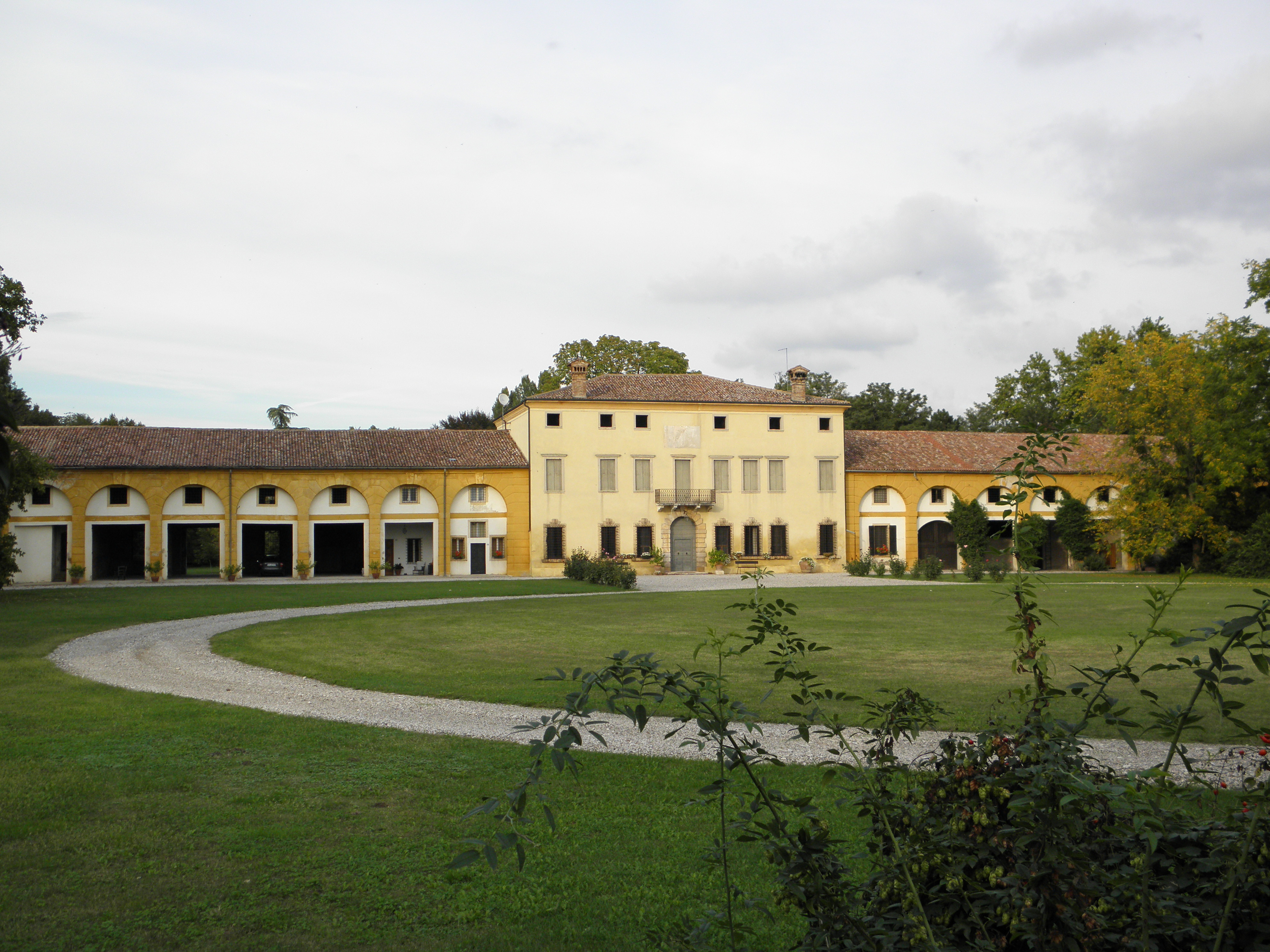
Villa Maffei Rizzardi.

- Villa Maffei Rizzardi - XV-XVIII secolo. La villa, detta anche la corte grande, sorge nella prima periferia del centro. Dell'originaria struttura si ha notizia già nel XV secolo, tuttavia l'attuale aspetto si deve ai rifacimenti del XVIII secolo con un'ultima fase di rifinitura nel XVIII secolo.
- Villa Miniscalchi - XVIII secolo
- Villa Sagramoso - XIX secolo

## Società

### Evoluzione demografica
Abitanti censiti

## Cultura
È particolare il legame di Palù con il capoluogo della provincia. Come altri comuni fortemente rurali il legame è di tipo culturale, religioso ed economico. La potenza di una città in epoca medievale, nasceva dalla possibilità di sviluppare la propria essenza urbana dedicata i commerci, all'essere centro militare e protoindustriale in cambio di una certezza nell'avere a disposizione produzioni alimentari. A Verona, alcuni centri della provincia hanno vissuto in sinergia diretta o indiretta attraverso abbazie con la città, una prova di questo legame è spesso il culto rivolto a San Zeno che diventa il patrono del comune o la chiesa principale del paese.

### Gli appuntamenti
- Sfilata di carnevale

Il martedì grasso
- Sagra

Sagra di San Zenone (intorno al 21 maggio)

## Economia
La prevalenza delle attività è di tipo agricolo. Dal punto di vista produttivo è integrata nel territorio zeviano. Pertanto la mela zeviana è produzione tipica del comune, tanto da essere inserito nell'Itinerario della mela veronese.
La via principale del paese è Via Roma, dove si possono trovare un ristorante/pizzeria, un panificio, un'edicola, una farmacia, due ambulatori, un minimarket e, nelle vicinanze, due bar.
Fa parte dell'area di produzione del Riso Nano Vialone Veronese che viene coltivato su terreni della pianura veronese irrigati con acqua di risorgiva.

## Amministrazione
| Periodo        | Periodo        | Primo cittadino        | Partito              | Carica                  | Note                     |
| -------------- | -------------- | ---------------------- | -------------------- | ----------------------- | ------------------------ |
| agosto 1988    | novembre 1992  | Giuseppe Giuliari      | Democrazia Cristiana | Sindaco                 | Dimissioni               |
| novembre 1992  | giugno 1993    | Gerardo Caffini        | Democrazia Cristiana | Sindaco                 | [ 7 ]                    |
| giugno 1993    | aprile 1997    | Gerardo Caffini        | Lista Civica         | Sindaco                 | [ 8 ]                    |
| aprile 1997    | febbraio 2000  | Enzo Bertacco          | Centro               | Sindaco                 | Dimissioni del consiglio |
| febbraio 2000  | aprile 2000    | Paolo Crispino         |                      | Commissario Prefettizio | [ 10 ] [ 11 ]            |
| aprile 2000    | aprile 2005    | Aldo Maestrello        | Lista Civica         | Sindaco                 | [ 12 ]                   |
| aprile 2005    | marzo 2010     | Aldo Tullio Maestrello | Lista Civica         | Sindaco                 | [ 13 ]                   |
| marzo 2010     | maggio 2015    | Francesco Farina       | Lega Nord            | Sindaco                 | [ 14 ]                   |
| giugno 2015    | settembre 2020 | Gianni Brigo           | Lista Civica         | Sindaco                 | [ 14 ]                   |
| settembre 2020 | in carica      | Francesco Farina       | Lega                 | Sindaco                 | [ 14 ]                   |